# 末松四郎
末松 四郎（すえまつ しろう, 1929年 - ）は、日本の造園家。

## 来歴
東京大学農学部を卒業後に東京都庁に入り、東京都西部・北部公園緑地事務所、建設局、都市計画局、台東区役所を経て、東武緑地建設株式会社に勤務した。
1994年、第16回日本公園緑地協会北村賞を受賞した。